# De Aetherbode
De Aetherbode was een verzetsblad uit de Tweede Wereldoorlog, dat vanaf 2 november 1944 tot en met 6 april 1945 in Den Burg werd uitgegeven. Het blad verscheen 2 à 3 maal per week in een oplage van 100 exemplaren. Het werd gestencild en de inhoud bestond voornamelijk uit nieuwsberichten. Ten gevolge van de opstand van de Georgiërs moest de vervaardiging abrupt worden beëindigd.

## Betrokken personen
Dit blad werd na het afsluiten van de elektriciteit op Texel uitgegeven door L.M. Smit, A. Statema en A.J.M. Zwaard. Dit gebeurde in overleg met de LO en Ordedienst.
De uitgevers waren wegens de arbeidsinzet ondergedoken. Van 9 november 1944 tot het einde van de oorlog brachten zij het grootste deel van de tijd door in een meestal onder water staand keldertje onder het Gewestelijk Arbeidsbureau.

## Gerelateerde kranten
- Elva[1]